# ٳيداي
ٳيداي (باسكتلندية: Aidee) هي إحدى جزر أوركني، والتي تقع إلى الشمال من البر الرئيسي الإسكتلندي. تقع ٳيداي، إحدى الجزر الشمالية، على بعد حوالي 24 كيلومترًا (15 ميلًا) من أوركني البر الرئيسي. تبلغ مساحتها 27 كيلومترًا مربعًا (10 ميل مربع)، وهي تاسع أكبر جزيرة في الأرخبيل. حجر الأساس للجزيرة هو الحجر الرملي الأحمر القديم، والذي يتعرض على طول منحدرات البحر.
هناك العديد من مقابر العصر الحجري الحديث المحفوظة جيدًا، بالإضافة إلى أدلة على استيطان العصر البرونزي وبقايا قلعة من العصر الإسكندنافي. خلال فترة الحكم الإسكتلندي، تم تطوير الممتلكات الكبيرة لـ كاريك هاوس في صوت العجل، والتي أصبحت برجًا لفترة قصيرة. تم إدخال العديد من التحسينات الزراعية خلال الحقبة البريطانية، على الرغم من حدوث انخفاض كبير في عدد السكان منذ منتصف القرن التاسع عشر. في القرن الحادي والعشرين، نجحت شركة إيداي بارتنرشيب في تعزيز اقتصاد الجزيرة. تعكس أسماء الأماكن المحلية التراث اللغوي المتنوع وتجذب المناظر الطبيعية للجزيرة والبحار المحيطة بها الحياة البرية الوفيرة.

## الجغرافيا والجيولوجيا
يبلغ طول ٳيداي 14 كيلومترًا (8.7 ميل) من الشمال إلى الجنوب ولكن عرضه يزيد قليلاً عن 500 متر في العنق الضيق للأرض بين رمال دومى وخليج لندن وقد وُصف بأنه «مقروص عند الخصر». مركز الجزيرة عبارة عن أرض مستنقعية مغطاة بالخلنج، وتقتصر الزراعة على السواحل.
أعلى النقاط هي فلوتون هيل في وسط الجزيرة، وفيرسنس هيل في الجانب الغربي، وفينكوي هيل إلى الشمال ووارد هيل إلى الجنوب، والتي تصل إلى 101 متر (331 قدمًا). في أوركني، هذا الاسم الأخير، المشتق من Norse varði ، هو اسم شائع لأعلى نقطة في الجزيرة كما في الماضي كانت تستخدم لإضاءة منارات التحذير.
أكبر مسطح مائي هو البحر الذي تبلغ مساحته 10 هكتارات (25 فدانًا)، جنوب شرق فينكوي هيل. بحيرة دومى تقع على الجانب الغربي من «الخصر» الضيق وبحيرة كاريك الأصغر على الساحل الشمالي.
يتشتت السكان على طول المزارع الساحلية ولا يوجد مكان في الجزيرة له وضع القرية. كالف سوند هي المنطقة الأكثر اكتظاظًا بالسكان، مع تركيزات أخرى في ميل بوندس على الساحل الشرقي، والتي لديها مكتب بريد ومنشأة مجتمعية في كنيسة صغيرة تم تحويلها، وباكالاند في الجنوب حيث ترسو العبارة من البر الرئيسي.
تعرض الحجر الرملي الأحمر القديم: رأس أحمر في الطرف الشمالي من ٳيداي. يتكون الجزء السفلي والأكثر انحدارًا من الجرف من الحجر الرملي الأوسط، بينما يتكون الجزء العلوي الأقل انحدارًا من مارل ٳيداي.

### الخريطة الجيولوجية ل ٳيداي والجزر المجاورة
ٳيداي محاطة بجزر صغيرة أخرى تشكل «بانوراما خضراء وخمسية مستحيلة على ما يبدو لجزر أوركني الشمالية». يقع كالف ٳيداي على بعد 350 مترًا (0.2 ميل) شمال مستوطنة كالف سوند. أبعد الشرق هو ساندي عبر ٳيداي سوند. تقع سترونساي ولينجا هولم في الجنوب الشرقي وموكل جرين هولم إلى الجنوب الغربي خلف المضيق المعروف باسم سقوط ويرنس. تقع إيجلساي على بعد حوالي 5 كيلومترات (3.1 ميل) غربًا. يقع راسك هولم وفاراي وهولم من فاراي وراء فاراي سوند إلى الشمال الغربي وما وراءهم تقع أكبر جزيرة ويستراي.
على غرار الجزر المجاورة لها، تتكونٳيداي بشكل كبير من الحجر الرملي الأحمر القديم العصر الديفوني الأوسط المترسب في حوض أوركاديان. مجموعة ٳيداي هو اسم لسلسلة كبيرة من الأحجار الرملية التي توجد في العديد من المواقع في أوركني، والتي تعتبر منطقة ٳيداي والمنطقة المحيطة بها هي منطقة الكتابة. يصل سمكها في بعض الأماكن إلى 800 متر (2600 قدم)، وتتكون بشكل كبير من أحجار رملية صفراء وحمراء مع أحجار رمادية متداخلة ومارلز. يتم استخراج الصخور بسهولة وقد تم استخدام بعض الأحجار الرملية الصفراء من فيرسنس في بناء كاتدرائية القديس ماغنوس في كيركوال.تم تشويه التسلسل الديفوني إلى طية رئيسية، اتجاه ٳيداي سكيلنك بين الشمال والجنوب، مع الجزء الأصغر من التسلسل، وهو الجزء العلوي من الحجر الرملي ٳيداي الذي يتصاعد في شمال الجزيرة من خليج كوسبي إلى ريد هيد. تم العثور على أقدم جزء من التسلسل، روساي فيرنيس على الجانب الشرقي من الجزيرة في خليج ميلديل ومن كيرك تاينج إلى وار نيس، وإلى الغرب من Sealskerry Bay إلى فيرنيس. يتكون فينيس من Upper Eday Sandstone من الحجر الرملي المقلوب مقابل أحجار البلاطة.

## التاريخ

### عصور ما قبل التاريخ
يقدم السجل الأثري المحدود أدلة قليلة على حياة الميزوليتي في أوركني، لكن التجميع المتأخر للمنازل والهياكل الأثرية من العصر الحجري الحديث في الأرخبيل لا مثيل له في المملكة المتحدة.
تقع حجرة فينكوي المغطاة بالغرف في موقع قيادي يطل على كالف سوند ويبلغ قطرها 17 مترًا (56 قدمًا) وارتفاعها 2.5 متر (8.2 قدم). يؤدي ممر المدخل الضيق لهذه المقبرة من نوع مياشواي إلى غرفة مركزية بها أربع حجرات جانبية. المواقع الأخرى ذات الأهمية في ٳيداي تشمل حجر الواضع القائم الذي يسيطر على العمود شمال مطحنة بحيرة، والذي يبلغ ارتفاعه 4.5 متر (15 قدمًا) وهو أحد أطول الأحجار المتراصة في أوركني. هناك نوعان آخران من كيرنز في غرفة براسايد وهانترز كواي وآخر في كالف ٳيداي. مستطيلة الشكل، تم التنقيب عنها في 1936-1937 وتحتوي على غرفة صغيرة ذات جزأين وأخرى أكبر بها أربعة أكشاك لها مدخل منفصل وربما أضيفت في وقت لاحق.

### حجر ستير المغطى بالحزاز
يُقال إنه يشبه يداً عملاقة. على الرغم من وجود العديد من مواقع العصر البرونزي في الجزيرة، إلا أنه يتوفر فيها بقايا أقل إثارة. في وارنيس في الجنوب الغربي يوجد تل محترق من هذه الفترة وهناك أنقاض منزلين من نفس الزمن في هولم أوف فاراي. طية الواضِع عبارة عن حاوية قطرها 85 مترًا (279 قدمًا) من العصر البرونزي تقع شمال بحيرة مطحنة بحيرة. يوجد موقع منزل دائري كبير من العصر الحديدي يحتوي على خرافة السرج في لينكاتينج في شمال غرب إيدي. في وقت لاحق، تمت تسوية أوركني بواسطة بالصور على الرغم من قلة الأدلة الأثرية.

### الاستعمار الإسكندنافي
من غير المعروف «متى وكيف غزا الفايكنج واحتلوا الجزر»، وعلى الرغم من أن الاتصالات الإسكندنافية مع اسكتلندا تسبق بالتأكيد السجلات المكتوبة الأولى في القرن الثامن، إلا أن طبيعتها وتواترها غير معروفين. يدل اسم المكان على الوجود الإسكندنافي في ٳيداي والذي يعود تاريخه إلى القرنين الثاني عشر والثالث عشر، تحت تل أخضر إلى الشرق من خليج غرينتوفت. ربما كانت القلعة أهم مبنى في ٳيداي في هذا الوقت.

### الحكم الإسكتلندي
في عام 1468 أصبحت أوركني جزءًا من مملكة اسكتلندا وساعد تدفق رجال الأعمال الاسكتلنديين على إنشاء مجتمع متنوع ومستقل شمل المزارعين والصيادين والتجار الذين أطلقوا على أنفسهم اسم كومينكست أوركيد والذين أثبتوا أنهم قادرون بشكل متزايد على الدفاع عن حقوقهم ضد أسيادهم الإقطاعيين. ومع ذلك، استمرت أفعال الطبقة الأرستقراطية في توفير الكثير من المعلومات المعروفة عن الشؤون في ٳيداي في ذلك الوقت. في عام 1561، أثناء الإصلاح، مُنح إدوارد سنكلير حق إيداي من قبل آدم بوثويل، أسقف أوركني. كانت هذه أوقاتًا مضطربة - تضمنت واجبات سنكلير الدفاع عن الأسقف الإصلاحي «ضد أي غزاة» - وفي وقت لاحق من ذلك العام كان أحد قادة العصابات المناهضة للكاثوليك في كيركوال.
تولى ابنه ويليام إدارة ملكية ٳيداي في الوقت المناسب، لكنها أصبحت مثقلة بالديون. في عام 1601 عندما كان إدوارد «رجلًا قديمًا متهالكًا... يبلغ من العمر 100 عامًا أو بذلك» حاول ويليام بيع مصلحة الأسرة إلى جورج سينكلير إيرل كيثنس. أرسل المالك الجديد نصف دزينة من القوارب «المتشردون، رجال كيثنيس المكسورون في المرتفعات» إلى إيدي، الأمر الذي أثار قلق إيرل باتريك سيئ السمعة من أوركني. تمكن إيرل باتريك من استخدام العلاقة الضعيفة بين الأب المسن إدوارد وابنه، (الأول يدعي أن ويليام أطلق المسدسات عليه وأمسكه من رقبته مثل الكلب) لاتخاذ إجراء. يتصرف، على حد زعمه، نيابة عن إدوارد، طرد إيرل باتريك ويليام، وأخذ الإيجار لنفسه واستفاد من استخراج حجر البناء من محجر توباك.
جون ستيوارت، إيرل كاريك، شقيق إيرل باتريك، حصل على ٳيداي في عام 1632 وقام ببناء كاريك هاوس في كالف سوند بعد ذلك بوقت قصير. استخدم الخث لتصنيع الملح من أحواض الملح في كل من كاريك وعجل إيدي. تم وصف المنتج بأنه «جيد جدًا» في القرن السابع عشر عندما تم تنفيذه على نطاق واسع على الرغم من «الجودة غير المبالية» في أوائل القرن التاسع عشر عندما تم إجراؤه كصناعة منزلية. كان استخراج الخث أيضًا صناعة مهمة في الماضي حيث حصلت ساندي وشمال رونالدسي على معظم وقودهما من ٳيداي وتم تصدير هذه المادة أيضًا إلى مصانع تقطير الويسكي في البر الرئيسي لاسكتلندا.
كانت طموحات ستيوارت بالنسبة لكالفساوند كبيرة. وُصفت بأنها «بلدة وميناء» كاريك، وأصبحت برجًا (المكان الوحيد الآخر في أوركني هو كيركوال) مع الحق في تعيين البايلات والاحتفاظ بالأسواق ولكن لم يكن من المحتمل أبدًا أن تزدهر في مثل هذا الموقع.

## العصر البريطاني
في أوائل القرن التاسع عشر، وفرت صناعة عشب البحر فرص عمل كبيرة في بعض جزر أوركني، ولكن عندما انهار السوق بين عامي 1830 و 1832 تسببت في معاناة كبيرة. تضرر شمال رونالدسي بشكل خاص وسُمح للعديد من العائلات بإعادة التوطين من هناك لتطوير الأرض في ويستسايد في إيداي. أدى ارتفاع عدد السكان إلى زيادة قيمة الأراضي، خاصة بالنسبة للإيجارات الصغيرة. في عام 1843، تم تقدير قيمة السفن الصغيرة بـ 1 جنيه إسترليني للفدان في ٳيداي، أي ما يقرب من ثلاثة أضعاف سعر المزارع الكبيرة. ومع ذلك، شهد القرن العشرين تراجعًا. كانت الهجرة من البر الرئيسي في اسكتلندا غير معروفة بشكل أساسي حتى في أواخر الخمسينيات.

## النقل والاقتصاد
يمكن الوصول إلى ٳيداي عن طريق البحر والجو من أوركني البر الرئيسي. توفر أوركني للعبارات رحلات يومية إلى باكالاند ٳيداي من كيركوال. خدمة أوركني الجوية بين الجزر، التي تديرها شركة لوجان إير، تربط مطار كيركوال بمطار إيداي لندن. في عام 2014، بدأ مجلس جزر أوركني التشاور لبناء عدد من المعابر الثابتة بين سبعة من جزر أوركني. وهذا يتضمن إمكانية جسر بطول 2.6 ميل بين ٳيداي وبابا ويستراي.
تعتبر الزراعة والصيد البحري من الدعامات الأساسية للاقتصاد المحلي، وخاصة تربية الماشية. كما يتم تربية قطعان الأغنام في فاراي.
صندوق التنمية المحلي نشط في تعزيز اقتصاد الجزيرة وحرض على العديد من المشاريع، بما في ذلك مركز ٳيداي هيترلج، وشراء خزان ديزل جديد للجزيرة. ساهمت مشاريع ٳيداي المجتمعية المختلفة بمبلغ 380.000 جنيه إسترليني في اقتصاد الجزيرة من 2005 إلى 2007، ومن المقرر إنشاء توربينات رياح مملوكة للمجتمع بقدرة 900 كيلو وات. من المتوقع أن يؤدي الدخل الذي ستدره هذه الأصول إلى الحد من فقر الوقود في الجزيرة، ودعم المشاريع المجتمعية الجديدة وإنشاء مساكن ميسورة التكلفة.
في يوليو 2008، احتفلت الجزيرة بافتتاح مركز ٳيداي للتراث والزوار في الكنيسة المعمدانية السابقة التي تم ترميمها. منطقة عرض تراثية وأرشيف دائم ومقهى ونقطة استعلامات سياحية. يسجل مشروع ٳيداي Oral History الحياة على الجزيرة في الماضي ويوجد أيضًا داخل المركز الذي يحتوي على توربينات الرياح الخاصة به بقدرة 6 كيلوواط.
كان عدد سكان الجزيرة 160 كما هو مسجل في تعداد 2011 بزيادة تزيد عن 30٪ منذ عام 2001 عندما كان هناك 121 مقيمًا عاديًا. خلال نفس الفترة، نما سكان الجزر الاسكتلندية ككل بنسبة 4٪ إلى 103702 نسمة.

## الطبيعة
في أوائل القرن التاسع عشر، كتب باتريك نيل عن النباتات المحلية أن «إيدا جزيرة طحلبية؛ يتكون جزء كبير منها من أعشاب مستنقعية قاحلة. تغطي Juncus uliginosus هنا فدانًا كاملاً؛ والنبات الصغير الجميل راديولا ميليغران، أو كل البذور، متناثرة في كل مكان.» تم تسجيل أكثر من 120 نوعًا من النباتات البرية في الجزيرة بما في ذلك مستنقعات الآس التي لم يتم العثور عليها في أي مكان آخر في أوركني.
في منتصف القرن السابع عشر، تم وصف ٳيداي بأنها «مليئة تمامًا بطيور المستنقعات» واليوم هناك غواصون ذوو حنجرة حمراء في ميل لوش وأركيتك سكيتس وبونكسيس على المستنقعات وغلموت الأسود في الخارج. تشمل طيور الشاطئ المروج، الماصة الصخرية والزقزاق الحلقي. تجذب الغابة في كاريك هاوس مجموعة متنوعة من المهاجرين ويمكن رؤية ثعالب الماء حول السواحل. هناك مستعمرات من الموانئ والفقمات الرمادية في مكل جرين هولم وليتل جرين هولم وفاراي وهولم فاراي، كما أن الدلافين أبيض المنقار وحوت المنك والحوت القاتل هم زوار عرضيون للمنطقة. قدم أحد الحراس جولات مشي إرشادية على مدار العام.

## أعلام
- ويليام سبينس، زعيم النقابة الرواد الأسترالي والسياسي في حزب العمال الأسترالي، في إيداي عام 1846.[7]
- جون فلوز ريد، الذي مثل ماكنزي في مجلس العموم الكندي، في إيداي عام 1860.[8]
- القس نورمان ميلر جونسون FRSE (1887-1949) كان وزير ٳيداي وتوفي هنا عام 1949.

## انظرأيضاً
- صخرة الرجل الكبير
- جزيرة هوي
- أوركني القديمة
- اللغة الغيلية الاسكتلندية